# Municipi de Fredensborg
El municipi de Fredensborg és un municipi danès situat al nord-est de l'illa de Sjælland, a l'estret de l'Øresund, abastant una superfície de 121km². Amb la Reforma Municipal Danesa del 2007 va passar a formar part de la Regió de Hovedstaden, però no va ser afectat territorialment. El llac Esrum Sø és al nord-oest de la ciutat de Fredensborg. La seu administrativa del municipi és la vila de Kokkedal. Altres poblacions del municipi són:
Fredensborg  és un petit poble de danesa de l'illa de Sjælland, és al municipi de Fredensborg que forma part de la regió de Hovedstaden, ambdós creats l'1 de gener del 2007 com a part d'una reforma territorial.
- Fredensborg
- Humlebæk
- Karlebo
- Nivå
- Niverød
- Sørup

## Fills ilustres
- Antoine Bournonville (1760-1843), ballarí.

## Consell municipal
Resultats de les eleccions del 18 de novembre del 2009:
| Partit                      | vots | % vots |
| --------------------------- | ---- | ------ |
| Socialdemokratiet           | 5187 | 26,3   |
| Det Radikale Venstre        | 1202 | 6,1    |
| Det Konservative Folkeparti | 3089 | 15,7   |
| Socialistisk Folkeparti     | 2910 | 14,8   |
| Focus Fredensborg           | 968  | 4,9    |
| Dansk Folkeparti            | 1291 | 6,6    |
| Venstre                     | 5047 | 25,6   |

### Alcaldes
| Alcalde               | Període               | Partit            |
| --------------------- | --------------------- | ----------------- |
| Olav Aaen             | 1-1-2007 a 31-12-2009 | Venstre           |
| Thomas Lykke Pedersen | 1-1-2010 a 31-12-2013 | Socialdemokratiet |

## Llocs d'interès
- Museu Louisiana d'Art Modern